# 3005 Pervictoralex
A 3005 Pervictoralex (ideiglenes jelöléssel 1979 QK2) a Naprendszer kisbolygóövében található aszteroida. Claes-Ingvar Lagerkvist fedezte fel 1979. augusztus 22-én.